# DAN-BALL
DAN-BALL(読み：ダンボール)は、日本のフリーゲームサイトである。
主に「粉遊び」「棒レンジャー」などのWebゲームで知られる。

## 概要
2006年に、ゲームプログラマーであるha55iiが設立したサイトで、最初の作品である『ロケッツ』以来、現在まで盛んにゲーム制作・更新が続けられてきている。
自ら開発したゲームの他に、BBSやゲーム検索サイト、HTML5を利用した錯覚画像ミニゲームなども提供。多岐にわたる活動を行っている。
現在の運営メンバーはha55ii、otascube、タイラーの三人。ha55iiは主軸となるゲーム制作を行い、タイラーがそのゲームを遊ぶためのサイトを構築、otascubeがha55iiの作成したゲームをスマートフォンに移植するといったフローの上で運営が進められている。

## Webゲーム一覧
- ロケッツ - ロケットをマウスクリックで操作し、障害物を避けつつゴールを目指すゲーム。
- メタ水　 - リアルに動く水を使って遊ぶサンドボックスゲーム。
- ぷらネタ - 惑星を好みで配置し、太陽系を作るサンドボックスゲーム。
- ハムレース - マウス操作で二匹のハムスターを動かし、車輪を回すことでゴールを目指すレースゲーム。他者とのタイムアタック機能あり。
- コンパズ - 複数のコンパスを配置し、その動きを楽しむ謎ゲーム。
- もじゃ　 - とにかくなにか動くものが作りたいという意思のもと制作された、サンドボックス系タイピングゲーム。
- マイクロパンダ - DAN-BALL初のの3Dゲーム。目が光るパンダを操作し、フィールドに配置してあるすべての照明に明かりをつけるゲーム。
- 粉遊び　 - あらゆる物質を配置し、造形したり反応を楽しんだりするサンドボックスゲーム。作品の投稿機能を有す。
- イライラ棒人間 - 棒人間をドラッグでつかみ、トラップを避けつつゴールを目指すゲーム。タイムアタック機能あり。
- 文字遊び - カラフルな文字を配置し、動かして遊ぶ謎ゲーム。
- 地球エディター - ブラックホールなどを配置し惑星を作るゲーム。
- 棒レンジャー - 複数の職業を選び、四人の棒人間が冒険するRPG。他者とのパーティー対戦機能あり。
- マインタワー - 自動スクロールするマインスイーパ。
- レイトレファイター - レイトレーシングを活用した戦闘ゲーム。擬似的な再現のためかなり動作が重い。
- エレメンタルボックス - 多数の素材による独特の動作を楽しめるサンドボックスゲーム。
- 100bit　 - 自由帳型掲示板。一つのスペースを複数ユーザーで共有して、様々なものを描くことができる。
- 粉遊び2　 ー　前述の「粉遊び」をイチから作り直したゲーム。物質の数が増えたほか、画面サイズが広くなった。
- モンスターボックス - 棒レンジャーの敵をキャラクターとして起用した育成型ゲーム。
- クロスウイルス - ターンごとに増えるウイルスをブロックで囲い、撲滅するパズルゲーム。
- リムロケット - ロケットをマウスで操作し、惑星を避けつつ進むゲーム。ロケッツに比べ、無限に飛行できる等の違いが見られる。
- 四川省 (ゲーム) - 四川省をWebゲーム化したもの。
- ハムレース2 - 「ハムレース」の変更版。レースが3ラップ制に変更された。
- Dgo  - 囲碁をWebゲーム化したもの。独自のAIと対戦ができる。
- リズムエディター - 設定したリズムで音を鳴らすボックスなどを操作し、オリジナルのリズムを作るゲーム。APIの問題で、古いブラウザでは動かない（公式に言及されているものだとInternet Explorerがある）。
- アクアボックス - 水草を育成するゲーム。ha55iiがアクアリウムに没頭していることから制作されたと思われる。
- ロジボックス - いわゆるピクロスと呼ばれるゲーム。
- 棒レンジャー2  - 「棒レンジャー」の変更版。現在も盛んに更新が続けられている。